# Boronia pilosa
Boronia pilosa är en vinruteväxtart. Boronia pilosa ingår i släktet Boronia och familjen vinruteväxter.

## Underarter
Arten delas in i följande underarter:
- B. p. parvidaemonis
- B. p. pilosa
- B. p. tasmanensis
- B. p. torquata